# Маловільшанська сільська рада (Обухівський район)
Маловільша́нська сільська́ ра́да — адміністративно-територіальна одиниця та орган місцевого самоврядування в Обухівському районі Київської області. Адміністративний центр — село Мала Вільшанка.

## Загальні відомості
Маловільшанська сільська рада утворена в 1917 році.
- Територія ради: 0,56 км²
- Населення ради: 799 осіб (станом на 2001 рік)

## Населені пункти
Сільській раді підпорядковані населені пункти:
- с. Мала Вільшанка
- с. Степок

## Склад ради
Рада складалася з 14 депутатів та голови.
- Голова ради: Літовченко Людмила Василівна
- Секретар ради: Муренко Оксана Петрівна

### Керівний склад попередніх скликань
| Прізвище, ім'я, по батькові  | Основні відомості                                                          | Дата обрання | Дата звільнення |
| ---------------------------- | -------------------------------------------------------------------------- | ------------ | --------------- |
| Каленіченко Віктор Дмитрович | Сільський голова, 1952 року народження, член Соціалістичної партії України | 26.03.2006   | 31.10.2010      |
| Літовченко Людмила Василівна | Сільський голова, 1966 року народження, освіта вища, член Партії регіонів  | 31.10.2010   |                 |

Примітка: таблиця складена за даними сайту Верховної Ради України

### Депутати
За результатами місцевих виборів 2010 року депутатами ради стали:

#### За суб'єктами висування
| Суб'єкт висування | Кількість обраних депутатів | %    |
| ----------------- | --------------------------- | ---- |
| Самовисування     | 9                           | 64,3 |
| Партія регіонів   | 4                           | 28,6 |
| Єдиний Центр      | 1                           | 7,1  |

#### За округами
| № округу        | Прізвище, ім'я, по батькові    | Дата визнання обраним | Освіта             | Партійна приналежність | Відомості про обраного депутата                     |
| --------------- | ------------------------------ | --------------------- | ------------------ | ---------------------- | --------------------------------------------------- |
| Єдиний Центр    |                                |                       |                    |                        |                                                     |
| 12              | Маковій Денис Михайлович       | 01.11.2010            | вища               | член Єдиного Центру    | ПП «Маковій», директор                              |
| Партія регіонів |                                |                       |                    |                        |                                                     |
| 1               | Гаєвська Лариса Петрівна       | 01.11.2010            | середня спеціальна | позапартійна           | Маловільшанська загальноосвітня школа, кухар        |
| 6               | Тищенко Віктор Павлович        | 01.11.2010            | середня            | член Партії регіонів   | Будинок культури, директор                          |
| 7               | Літовченко Віктор Васильович   | 01.11.2010            | середня            | член Партії регіонів   | Обухів. газ, слюсар                                 |
| 8               | Яковенко Леонід Васильович     | 01.11.2010            | середня            | член Партії регіонів   | пенсіонер                                           |
| Самовисування   |                                |                       |                    |                        |                                                     |
| 2               | Крук Іван Іванович             | 01.11.2010            | середня            | позапартійний          | Маловільшанська загальноосвітня школа, зав. складом |
| 3               | Панченко Віктор Миколайович    | 01.11.2010            | середня            | позапартійний          | ТОВ «Вільшанка продукти», директор                  |
| 4               | Гончарук Юрій Миколайович      | 29.01.2012            | середня спеціальна | позапартійний          | тимчасово не працює                                 |
| 5               | Гричок Людмила Миколаївна      | 01.11.2010            | середня            | позапартійна           | Маловільшанська сільська рада, землевпорядник       |
| 9               | Жеребець Ольга Михайлівна      | 01.11.2010            | середня спеціальна | позапартійна           | тимчасово не працює                                 |
| 10              | Кравченко Микола Володимирович | 01.11.2010            | середня            | позапартійний          | пенсіонер                                           |
| 11              | Василенко Олена Іванівна       | 01.11.2010            | середня спеціальна | позапартійна           | Будинок культури, бібліотекар                       |
| 13              | Хмельник Сергій Федорович      | 01.11.2010            | вища               | позапартійний          | ФОП «Хмельбнтк», директор                           |
| 14              | Моргун Олександр Васильович    | 01.11.2010            | середня            | позапартійний          | тракторист                                          |